# Lophuromys luteogaster
Lophuromys luteogaster är en däggdjursart som beskrevs av Hatt 1934. Lophuromys luteogaster ingår i släktet borstpälsade möss, och familjen råttdjur. IUCN kategoriserar arten globalt som livskraftig. Inga underarter finns listade i Catalogue of Life.
Denna gnagare förekommer i östra Kongo-Kinshasa i låga bergstrakter mellan 700 och 1000 meter över havet. Habitatet utgörs av skogar och av odlade landskap. Arten äter främst insekter.
Denna gnagare når en kroppslängd (huvud och bål) av 9,0 till 11,3 cm, en svanslängd av 9,0 till 11,7 cm och en vikt av 28 till 41 g. Den har 1,9 till 2,3 cm långa bakfötter och 1,6 till 1,9 cm stora öron. Artens styva päls på ovansidan har en olivbrun färg och den är inte spräcklig. Undersidan är täckt av kanelbrun till ljusbrun päls, ofta med rosa skugga. Övergången mellan dessa två färgområden är stegvis. På de mörka öronen förekommer korta gråa borstar. Djurets armar är lite gulaktiga. Vid främre delen har svansen en mörkare ovansida och spetsen är helt mörk. Arten är den minsta i undersläktet Kivumys.
Djuret besöker även bergsskogar som ligger upp till 1400 meter över havet och som domineras av träd från släktet Julbernardia.
Lophuromys luteogaster är troligen nattaktiv och den vistas främst på marken. Dräktiga honor registrerades mellan juni och november. I genomsnitt föds två ungar per kull.